# Université de Paktiyâ
L'université de Paktiyâ (en pachto : د پکتيا پوهنتون) est une université publique afghane située à Gardêz, dans la province de Paktiyâ.